# Klonowanie Gibsona
Klonowanie Gibsona (ang. Gibson assembly) to metoda inżynierii genetycznej pozwalająca połączenie ze sobą wielu fragmentów DNA w jednej izotermicznej reakcji. Została stworzona przez Daniela G. Gibsona.
Metoda Gibsona pozwala na jednoczesne połączenie ze sobą do 15 fragmentów DNA i wymaga od nich posiadania 20–40 nukleotydowych komplementarnych fragmentów nachodzących na siebie. Następnie fragmenty są ze sobą łączone za pomocą enzymów trzech obecnych w mieszaninie reakcyjnej:
- Egzonukleaza — hydrolizuje pojedynczą nić DNA od końca 5' tworząc „lepkie końce”.
- Polimeraza DNA — wypełnia powstałe przez egzonukleazę przerwy po hybrydyzacji komplementarnych nici z sąsiadujących fragmentów DNA.
- Ligaza DNA — łączy kowalencyjnie sąsiadujące fragmenty.

Wynikiem reakcji są połączone w jeden fragmenty DNA. 

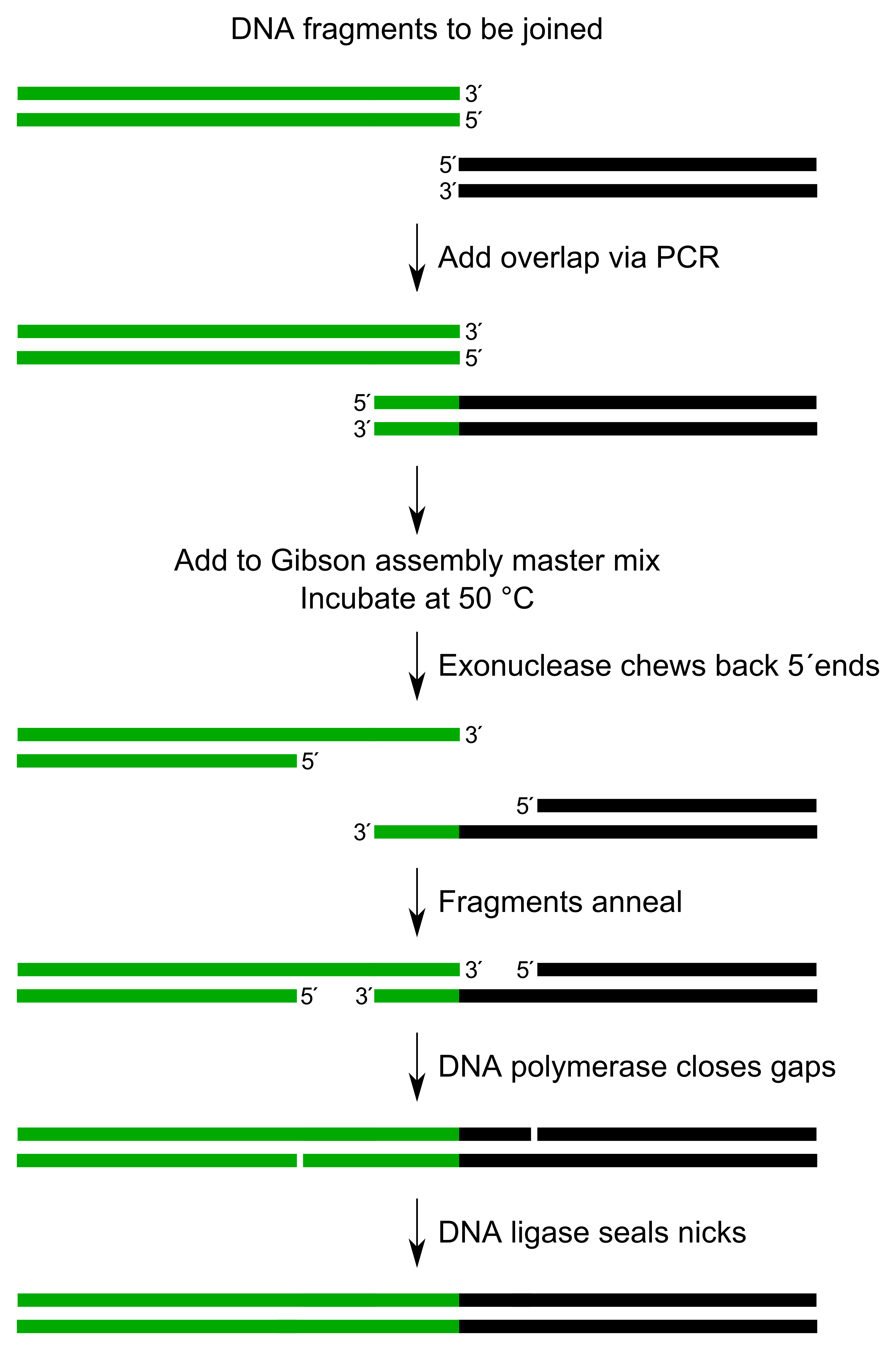
Schemat klonowania gibsona.